# Luidia atlantidea
Luidia atlantidea är en sjöstjärneart som beskrevs av Madsen 1950. Luidia atlantidea ingår i släktet Luidia och familjen sprödsjöstjärnor. Inga underarter finns listade i Catalogue of Life.